# Stal Rzeszów (zapasy)
Stal Rzeszów – sekcja zapaśnicza klubu sportowego ZKS Stal Rzeszów.
Sekcja zapaśnicza Stali Rzeszów została założona w 1959, a inicjatorami jej powstania byli trener Jan Małek oraz działacze Waldemar Pasternak i Józef Ziembicki. Po trzech latach, w 1962 drużyna uzyskała awans do ligi terytorialnej krakowsko-rzeszowskiej. W 1967 drużyna Stali awansowała do I ligi. Zdobyli go zawodnicy będący wówczas u progu swoich karier, zdobywający wówczas medale mistrzostw Polski juniorów. W 1967 Stal zdobyła srebrny medal Centralnej Spartakiady. Po roku występów w najwyższej klasie rozgrywkowej Stalowcy zostali zdegradowani, jednak w 1968 awansowali ponownie do I ligi. W 1969 Stal po raz pierwszy triumfowała w drużynowych mistrzostwach Polski. Łącznie Stał Rzeszów została 18-krotnym drużynowym mistrzem Polski w zapasach (po raz ostatni w 1990). Ponadto drużyna zdobywała kilkukrotnie srebrny medal (1970, 1978, 1984, 1991).
Na początku lat 90. trenerem prowadzącym w sekcji zapaśniczej Stali był Wojciech Małek.